# Mercury Falling
Mercury Falling peti je studijski album britanskog glazbenika Stinga. Diskografska kuća A&M Records objavila ga je 8. ožujka 1996. godine.

## O albumu
Uradak započinje i završava riječima "mercury falling" ("Merkur pada/Živa pada").
Skladba "Twenty Five to Midnight" nije se pojavila na inačici albuma objavljenoj u SAD-u i Kanadi. Umjesto toga bila je uvrštena u CD-Maxi singl inačicu pjesme "You Still Touch Me". Skladba "Valparaiso" svirala je tijekom popisa zasluga na završetku filma Oluja bez oblaka iz 1996. godine.
Godine 1997. album je bio nominiran za nagradu Grammy u kategoriji najboljeg pop vokalnog albuma, dok je singl "Let Your Soul Be Your Pilot" bila nominirana za istu nagradu u kategoriji najbolje muške pop vokalne izvedbe.

## Popis pjesama
Tekstovi i glazba: Sting, osim pjesme "La Belle Dame Sans Regrets", koju je napisao s Dominicom Millerom. 
| 1.    | »The Hounds of Winter«             | 5:27 |
| 2.    | »I Hung My Head«                   | 4:40 |
| 3.    | »Let Your Soul Be Your Pilot«      | 6:41 |
| 4.    | »I Was Brought to My Senses«       | 5:48 |
| 5.    | »You Still Touch Me«               | 3:46 |
| 6.    | »I'm So Happy I Can't Stop Crying« | 3:56 |
| 7.    | »All Four Seasons«                 | 4:28 |
| 8.    | »Twenty Five to Midnight«          | 4:09 |
| 9.    | »La Belle Dame Sans Regrets«       | 5:17 |
| 10.   | »Valparaiso«                       | 5:27 |
| 11.   | »Lithium Sunset«                   | 2:38 |
| 48:08 |                                    |      |

## Recenzije
Stephen Thomas Erlewine, glazbeni recenzent sa stranice AllMusic, dodijelio je albumu dvije i pol zvjezdice od njih pet i komentirao: "Budući da podjednako sadrži neke elemenate pop glazbe s albuma Ten Summoner's Tales i ambicije za otkrivanjem s albuma The Soul Cages, Mercury Falling jedan je od snažnijih Stingovih albuma, iako nije primamljiv kao njegovi prethodni samostalni uradci." Dodao je: "Naravno, na albumu ima dosta razloga za uživanje – Sting ostaje upečatljiv stvaratelj melodija, ali i pametan tekstopisac usprkos svim pretenzijama. No prisutan je istaknut manjak energije koji su stvorili gušeći slojevi sintesajzera. Mercury Falling album je skromnih užitaka; samo nije zarazan i upečatljiv." Entertainment Weekly dao mu je ocjenu -5 (A-) i napisao: "Mercury Falling jednako je kvalitetno djelo kao i njegovi prethodnici. Ako treba išta istaknuti, koncizniji je, uredniji i bogatiji zaraznim dionicama – najbliže je što je Sting došao pravom pop djelu." Elysa Gardner, recenzentica Rolling Stonea, dodijelila mu je tri od pet zvjezdica i komentirala: "Na Mercury Fallingu Sting ostaje privržen svojoj zamišljenosti, ali u mješavinu ubacuje zdrave količine šaljivosti. Umjesto da se uklanja svojim strahovima i sumnjama kao što je to činio na Talesu, suprotstavlja im se uz pomoć ironije, nade i čežnjive rezignacije." Zaključila je: "Na kraju Mercury Fallinga jedino u što možemo biti sigurni jest da je Sting preživio sva ta životna iskustva i da nije postao ogorčen ili ciničan. Za učenog britanskog glazbenika koji se nekoć nazivao Kraljem boli, to nije mala stvar."

## Zasluge
| Sting - Sting – vokali, bas-gitara, produkcija - Dominic Miller – gitara - Kenny Kirkland – klavijature - Vinnie Colaiuta – bubnjevi Ostalo osoblje - Hugh Padgham – produkcija, tonska obrada, miksanje - Simon Osborne – tonska obrada - Bob Ludwig – mastering | Dodatni glazbenici - Branford Marsalis – saksofon (na pjesmama 3 i 5) - B. J. Cole – pedal steel gitara (na pjesmama 6 i 11) - Katherine Tickell – nortambrijske gajde (na pjesmi "Valparaiso"), violina (na pjesmi "I Was Brought to My Senses") - Andrew Love – saksofon (na pjesmama 2, 3, 4, 7 i 8) - Wayne Jackson – truba (na pjesmama 2, 3, 4, 7 i 8) - Gerry Richardson – Hammond orgulje (na pjesmi "Let Your Soul Be Your Pilot") - Lance Ellington – dodatni vokali (na pjesmama 3 i 4) - Shirley Lewis – dodatni vokali (na pjesmama 3 i 4) - Tony Walters – dodatni vokali (na pjesmama 3 i 4) - Monica Reed Price – dodatni vokali (na pjesmama 3 i 4) - East London Gospel Choir – dodatni vokali (na pjesmama 3 i 4) |

## Ljestvice
| Ljestvica (1996.)      | Najviša pozicija |
| ---------------------- | ---------------- |
| Australija             | 14               |
| Austrija               | 1                |
| Belgija (Flandrija)    | 7                |
| Belgija (Valonija)     | 4                |
| Danska                 | 7                |
| Europa                 | 1                |
| Finska                 | 1                |
| Francuska              | 3                |
| Italija                | 1                |
| Japan                  | 4                |
| Kanada                 | 8                |
| Nizozemska             | 3                |
| Novi Zeland            | 7                |
| Norveška               | 4                |
| Njemačka               | 2                |
| Portugal               | 9                |
| SAD (Billboard 200)    | 5                |
| Španjolska             | 6                |
| Švedska                | 2                |
| Švicarska              | 1                |
| Ujedinjeno Kraljevstvo | 4                |